# 안동 하회 양진당
안동 하회 양진당(安東 河回 養眞堂)은 경상북도 안동시 하회마을에 있는 조선시대의 건축물이다. 1963년 1월 21일 대한민국의 보물 제306호로 지정되었다.

## 개요
양진당은 겸암 류운룡(1539∼1601)의 집으로 매우 오래된 풍산 류씨 종가이다. 입암 류중영(1515∼1573)의 호를 빌어 ‘입암고택(立巖古宅)’이라는 현판이 걸려 있는데 류중영은 류운룡의 아버지이다. 양진당은 류운룡의 6대손 류영(1687∼1761)의 어릴 때 이름에서 따 온 것이다.
규모는 앞면 4칸·옆면 3칸이며 지붕은 옆면에서 볼 때 여덟 팔(八)자 모양을 한 팔작지붕이다. 오른쪽 3칸은 대청, 왼쪽 1칸은 온돌방으로 바깥 주위에 툇마루와 난간을 둘러 마치 누(樓)집과 같은 인상을 주며 대청에는 문을 달아 3칸 모두 열 수 있게 하였다. 건물 안쪽 천장은 지붕 재료가 훤히 보이는 연등천장으로 꾸몄고 한석봉이 쓴 '양진당(養眞堂)'이란 당호와 함께 여러 현판들이 걸려 있다. 건물 안쪽 일부 재료를 만든 수법이 뛰어나고, 일반 주택으로는 제법 규모가 큰 조선시대 별당건축물 중 하나이다.

## 기타
이곳은 원래 절터였는데 집을 지을 무렵엔 폐허가 되어 다래 넝쿨로 덮혀 있었다.

## 같이 보기
- 하회마을

## 참고 자료
- 안동 하회 양진당 - 국가유산청 국가유산포털